# 死神來了2
《絕命終結站2》（英語：Final Destination 2）是一部2003年上映的超自然恐怖電影，由大衛·R·埃利斯執導。劇本方面由J·麥卡·格魯伯和艾瑞克·布雷斯，是根據兩者陪同著系列創作者傑佛瑞·雷迪克所編寫的劇情改編。電影為2000年上映的《絕命終結站》之續集，並是絕命終結站系列的第二部作品。
這次主演除了只有上一集登場的艾麗·拉特迴歸以外，其他主演換成A·J·庫克和麥可·蘭德斯。電影上映後獲得中等到差的評價，但電影首周票房達到1601萬美元票房的不俗成绩，在同期电影裡排名第二。最終票房雖然沒有超過首集，但新線影業還是在2006年推出一部續集《絕命終結站3》。

## 劇情
180號班機失事一週年紀念日當天，大學生金柏莉·科爾曼開車帶著三位同校好友，準備前往佛羅里達州戴通納海灘度春假。但當她開車到23號高速公路交流道上時，她突然進入“預知幻象”，預見到這條高速公路很快會因為一輛卡車上的多數木頭脫落、引發連環車禍而殺死她在內的多數人。金柏莉從現實驚醒後，發現周圍的細節和她預知裏的一模一樣，便將車停在交流道上救下身後的所有人；當中有中獎者埃文·路易斯、寡女諾拉·卡朋特和她的十五歲兒子蒂姆、生意人凱特·詹寧斯、癮君子羅利·彼得斯、孕婦伊莎貝拉·哈德森、高中教師尤金·迪克斯、以及公路巡警湯瑪斯·伯克。因為金柏莉阻礙交通，湯瑪斯下車查看不久就和其他人目睹連環車禍發生，而湯瑪斯救下金柏莉時，她車中的三位好友集體被一輛失控的貨車撞死。
九位倖存者被帶回警察局，金柏莉想起她在高速公路前看到的標明180三個數字的路牌後，懷疑她與其他人同樣被相似的詛咒糾纏。當警察放所有倖存者回家後，埃文在自家公寓中因一系列“連鎖反應”而導致公寓失火，雖然最後僥倖逃生，但不慎踩到自己扔的意大利麵而滑倒，最後被直掉下來的逃生梯貫穿眼睛而亡。埃文之死讓金柏莉證實推測，查找180號班機的資料時，得知自從卡特在巴黎身亡不久、連亞歴克斯·布朗寧都死於磚頭砸破頭的離奇意外。金柏莉只好去探訪唯一倖存者克萊爾，其自願住進精神病院借此逃避死亡。克萊爾即便不願意幫她，但還是分析出這次死亡順序與金柏莉預知的為相反順序，因此提醒她要注意“預兆”。如同推論，金柏莉回家後就預見到一大群鴿子攻擊她，發覺諾拉和蒂姆母子是下一個後，立刻和趕來的湯瑪斯去救她們。
諾拉帶蒂姆去看完牙醫不久，金柏莉趕來大喊要小心鴿子，但蒂姆因好玩而去驚嚇一旁的鴿子群，間接導致一塊橫掛空中的鋼化玻璃鬆脫下來將他砸死。克萊爾隨即出院協助她們，帶金柏莉再次找上神秘驗屍官威廉·布拉德沃斯，他這次告誡她們只有靠“新生命”才能戰勝死神。眾人離開路上思索他的話，金柏莉預見到她自己身處在一輛沖入水中的廂車裡。而湯瑪斯想起孕婦伊莎貝拉腹中未出世的小孩，認為一旦讓她生下孩子便能成功。金柏莉召集其他倖存者到一間公寓躲避，但尤金認為過於荒唐，準備和因喪子而絕望的諾拉離開，但兩人走上電梯時，諾拉的頭髮不慎被勾在一箱假肢模具的鐵鉤上，導致她開始恐慌而頭被卡在電梯口上，最後被電梯夾斷頭慘死。驚慌失措的尤金跑回去打算舉槍自殺，但手中的槍卻“故障”，克萊爾表示还未輪到他，眾人只好先去找到伊莎貝拉以保護她安全。
眾人開車一路上交談經歷，從中領略到他們曾經因為180號班機倖存者的“一系列干涉”，間接導致他們逃避過死亡多次才被盯上；因湯瑪斯救過金柏莉一命，使她成為名單上的最後一人。這時汽車突然間爆胎使他們沖進一座農場，汽車後方被一根管子貫穿至駕駛座，後座的尤金因此受傷。當急救人員趕來後，羅利救下農場主人的兒子布萊恩使他免受一輛新聞車撞到。當急救人員拿急救器具開始救出困在駕駛座的凱特時，卻啟動安全氣囊而使凱特被頭後方的管子貫穿頭身亡；她手中的香煙掉落順著漏出的燃油引爆新聞車，使羅利被炸飛出來的帶刺鐵絲網一分為三而亡。同時，伊莎貝拉因開贓車而被關入警局中，但於期間開始分娩而被緊急送入醫院，當時接連失去兩人的金柏莉、湯瑪斯和克萊爾緊急沖到醫院查看伊莎貝拉安危。
金柏莉預見到一位醫生愛倫·卡拉琴在“勒住”她，推論卡拉琴會間接害死伊莎貝拉，他們沖入手術室卻剛好目睹伊莎貝拉生下孩子。眾人剛一陣慶倖，金柏莉想起伊莎貝拉並不是車禍受害者，因此沒有在死神名單上，由此發現她們的推論錯誤，與此同時，克萊爾搜尋同在醫院中的尤金時，開門時不慎引燃屋內洩漏的氧氣而造成爆炸，她和尤金一同被炸死。絕望的金柏莉認定預知中的人是她自己後，便縱身開廂車沖入醫院對面的河中險些溺死，湯瑪斯下水將金柏莉救上岸，再由卡拉琴醫生用心肺復甦挽救她一命，此景象正應金柏莉的預兆，並剛好賜予她“新生命”。
一段時間後，如今成為情侶的金柏莉和湯瑪斯，與她父親以及農場的布萊恩一家一起野餐慶祝他們成功生還下來。但當布萊恩提及到他曾經差點被車撞、並被羅利救過一命後，他們倆才發覺他們再次打亂死神的安排。同一時間，遠處的布萊恩因為烤肉架的煤氣洩漏爆炸而粉身碎骨，一隻手還飛至當時尖叫的布萊恩母親的盤子上。

## 演員
| 演員                               | 角色                              | 備註 |
| 艾麗·拉特 Ali Larter               | 克萊爾·瑞佛斯 Clear Rivers        | 180號班機最後一位倖存者，在失去所有朋友、就連男友亞歴克斯“意外”身亡後失去信念，為了保護自己而選擇自願住進精神病院以擺脫外面世界。          |
| A·J·庫克 A.J. Cook                 | 金柏莉·科爾曼 Kimberly Corman     | 大學生，一年前因托德之死而逃過一場槍擊、卻也失去母親，這次作為高速公路連環車禍的“預知者”，得知她被死神纏身後也開始盡她所能去擺脫死亡厄運。 |
| 麥可·蘭德斯 Michael Landes         | 湯瑪斯·伯克 Thomas Burke          | 一位巡警，一年前因偵辦比利之死而躲過他本應身亡的警匪槍戰，這次因金柏莉干涉而擺脫車禍死亡厄運，隨後開始和她走到一起。                       |
| 大衛·佩特考 David Paetkau          | 埃文·路易斯 Evan Lewis            | 一位近期中大獎的男子，開跑車。 |
| 琳達·波伊德 Lynda Boyd             | 諾拉·卡朋特 Nora Carpenter        | 一位四年前失去丈夫的寡婦，獨自養家並育有一子的單親媽媽。                                                                                   |
| 詹姆斯·柯克 James Kirk             | 蒂姆·卡朋特 Tim Carpenter         | 諾拉的十五歲兒子，父親四年前身亡後由媽媽撫養。                                                                                             |
| 凱根·康納·翠西 Keegan Connor Tracy | 凱特·詹寧斯 Kat Jennings          | 生意人，喜歡抽煙，一年前因所搭的公車撞死泰莉而逃過一幢煤氣爆炸事件。                                                                       |
| 強納森·切瑞 Jonathan Cherry        | 羅利·彼得斯 Rory Peters           | 吸毒人士，但比較富有責任感，一年前在法國因目睹卡特之死而逃過劇院坍塌事件。                                                                 |
| T·C·卡森 T.C. Carson               | 尤金·迪克斯 Eugene Dix            | 高中教師，一年前曾經幫露頓代過課而逃過校園刺殺事件。                                                                                       |
| 賈斯蒂娜·瑪查多 Justina Machado    | 伊莎貝拉·哈德森 Isabella Hudson   | 一位臨盆將近的孕婦，雖然作為高速公路的一位司機，但其實不在死神名單上。                                                                     |
| 東尼·陶德 Tony Todd                | 威廉·布拉德沃斯 William Bludworth | 一位驗屍官，不管是行事還是說話態度都極為詭秘，給予過克萊爾關於對付死神的指引。                                                             |
| 安德魯·艾爾萊 Andrew Airlie        | 麥可·科爾曼 Michael Corman        | 金柏莉的父親，妻子死後獨自養家。 |
| 諾爾·費雪 Noel Fisher              | 布萊恩·吉本斯 Brian Gibbons       | 眾人不慎開車闖入農場差點撞上的主人之子，曾經被羅利救過一命，但這也造成他成為死神名單上的一人。                                             |
| 伊妮德-雷耶·亞當斯 Enid-Raye Adams | 愛倫·卡拉琴 Dr. Ellen Kalarjian   | 急診醫生，協助臨盆將近的伊莎貝拉生下一子，最後還成為拯救金柏莉的人。                                                                       |

## 刪減片段
- 死亡直擊：這些片段包括角色埃文[3]、蒂姆[4]、諾菈[5]、羅利[6]的死亡直擊，由於畫面過於殘忍，所以院線上映版本修剪過這些場景。而DVD版本的鏡頭更顯得隱晦迅速，不如電影院中如此直接，例如在電影院播映中以及預告片裡都有，埃文手腕卡在水槽口時，水槽口下方顯示出有一個碎物攪拌器，使觀眾更為緊張，但實際上DVD並未擁有此一片段。
- 伊莎貝拉丈夫之外遇：DVD的遺留畫面有一幕描寫過，金柏莉、湯瑪斯和克萊爾去拜訪伊莎貝拉的丈夫馬庫斯時，卻發現馬庫斯和一個金髮裸女偷情。之後馬庫斯還冷聲說伊莎貝拉的孩子不是他的。這也許可以解釋，為什麼片中金柏莉一直嚷著，聲稱卡拉琴醫生想掐死伊莎貝拉。
- 生日蠟燭：尤金死亡原因是快要掉的插頭產生火花加上氧氣過多導致爆炸。但在DVD收錄的遺珠片段中，尤金的看護原本要去參加一個兒童生日宴會，而預告片[7]中也明白的顯示出，放在醫院的某個蛋糕上的生日蠟燭因被風吹動，進而引發醫院爆炸，爆炸時看護和克萊爾站在門前一起被炸死，但這個片段並未在影片中任何地方播出。
- 傳遞手機：這一幕曾在電影院播出，但DVD只收錄在遺留片段。敘述尤金將金柏莉、湯瑪斯和克萊爾發給大家的手機交給諾菈，不過這是並非重要的片段。
- 路上飆車：這個片段刪減是作為無必要存在，收錄在DVD遺留畫面。敘述金柏莉、湯瑪斯和克萊爾莫名其妙被警察追緝，於是他們開始狂飆，最後甩掉警察。

## 评论和票房
- 这个电影的车祸片段，被《纽约杂志》（New York Magazine）选入“电影上的十佳车祸”[8]
- 《滚石杂志》评论说：影片在描述人与命运抗争的过程中，能深刻地描绘出人类对未知的死亡世界的恐惧，使观众对死神无限制的追杀产生难忘的印象。[9]
- 这部电影在预算只有26,000,000美元的情况下，创造了首周票房16,017,141美元，全球票房总计高达90,426,405美元的惊人成绩。[2]